# Digital Data Storage
Pour les articles homonymes, voir DDS.
Digital Data Storage (DDS) est un format de stockage numérique de données informatiques sur un support de type DAT développé par Hewlett-Packard et Sony en 1989.
Le DDS utilise à l'origine des bandes de format 3,8 mm, et les formats les plus récents[Quand ?] (DAT 160 et DAT 320) utilisent des bandes 8 mm.
L'information est stockée de façon hélicoïdale, selon le même principe que sur une cassette de magnétoscope.
Les formats AIT (en), Travan et VXA (en) étaient ses principaux concurrents. 

## Différents formats
| Format  | Date | Type de bande (mm) | Longueur (m)           | Capacité (GB) | Capacité avec compression 2:1 (GB) | Débit (MB/s) |
| ------- | ---- | ------------------ | ---------------------- | ------------- | ---------------------------------- | ------------ |
| DDS-1   | 1989 | 3.81               | 60/90                  | 1.3/2.0       | 2.6/4                              | 0.18         |
| DDS-2   | 1993 | 3.81               | 120                    | 4             | 8                                  | 0.6          |
| DDS-3   | 1996 | 3.81               | 125                    | 12            | 24                                 | 1.1          |
| DDS-4   | 1999 | 3.81               | 150                    | 20            | 40                                 | 3.2          |
| DAT-72  | 2003 | 3.81               | 170                    | 36            | 72                                 | 3.2          |
| DAT-160 | 2007 | 8                  | 154                    | 80            | 160                                | 6.9          |
| DAT-320 | 2009 | 8                  | 154[réf. non conforme] | 160           | 320                                | 12           |
| (Gen 8) | ?    | 8                  |                        | ~300          | ~600                               | ≥16          |